# Avenue Walckiers
 (août 2025).
Motif : Rue sans notoriété évidente. Sources secondaires semblent absentes.
- Archive Wikiwix
- Bing
- Cairn
- DuckDuckGo
- E. Universalis
- Gallica
- Google
- G. Books
- G. News
- G. Scholar
- Persée
- Qwant
- (zh) Baidu
- (ru) Yandex
- (wd) trouver des œuvres sur Wikidata

| 1. | Préciser le motif de la pose du bandeau. | Précisez le motif de la pose du bandeau en utilisant la syntaxe suivante : {{admissibilité à vérifier\|date=août 2025\|motif=remplacez ce texte par le motif}}                        |
| 2. | Informer les utilisateurs concernés.     | Pensez à avertir le créateur de l'article, par exemple, en insérant le code ci-dessous sur sa page de discussion : {{subst:avertissement admissibilité à vérifier\|Avenue Walckiers}} |

 (août 2025).
Si vous disposez d'ouvrages ou d'articles de référence ou si vous connaissez des sites web de qualité traitant du thème abordé ici, merci de compléter l'article en donnant les références utiles à sa vérifiabilité et en les liant à la section « Notes et références ».
L'avenue Walckiers est une rue bruxelloise de la commune d'Auderghem qui monte en pente de la rue des Deux Chaussées à la chaussée de Tervueren sur une longueur de 300 mètres.

## Historique et description
Vers 1890, pratiquement tous les terrains situés entre la rue des Deux Chaussées, la chaussée de Tervueren, la rue et l’actuelle drève du Rouge-Cloître étaient devenus la propriété de la riche famille bruxelloise Walckiers, qui dirigeait l’une des plus importantes sociétés immobilières de Bruxelles. Elle fit tracer cette voie et vendit ensuite les terrains à bâtir. La rue fut ouverte à la circulation en 1892.
Pour la toute première fois, des acheteurs pouvaient acheter leur lopin de terre à crédit, ce que firent presque tous. C’est pourquoi la vox populi l'appela avec dédain la Poefstroat (Poef du néerlandais pof : à crédit). Nom qu'elle garda bien qu'officiellement elle reçut le nom de ses bâtisseurs : avenue Walckiers.

### Abords
Comme ailleurs à Auderghem se sont développés les métiers de la blanchisserie. En 1900, on en comptait six familiales et onze repasseuses y étaient aussi installées. Cette activité a tenu jusque dans les années 1960. Il y a eu une blanchisseuse jusqu 'à la fin des années 1970 au numéro 40: Anna Denoyette. 

### Personnages célèbres
- Albert Collart, qui consacra sa vie à l’étude des êtres vivant sur notre terre. Il se consacra à l'entomologie et était réputé internationalement pour ses découvertes de nouveaux insectes : nombre d’entre eux portent son nom. Grand amateur d’ex-libris, sa collection contenait plus de 75 000 unités, dont beaucoup créées par des artistes renommés. Il est mort le 1er novembre 1993, à 94 ans, au n° 74 de cette avenue ;
- L’artiste peintre Léon Navez habitait au n° 98.